# Navasfrías
Navasfrías ist ein Ort und eine Gemeinde (municipio) mit 362 Einwohnern (Stand: 2024) im Süden der Provinz Salamanca in der Autonomen Region Kastilien-León im Westen Spaniens.

## Lage
Navasfrías liegt in der Sierra de Gata gut 140 km (Fahrtstrecke) südwestlich der Provinzhauptstadt Salamanca in einer Höhe von ca. 900 m an der Grenze zu Portugal. Durch die Gemeinde fließt der Río Águeda. Das Klima ist gemäßigt bis warm; Regen (ca. 804 mm/Jahr) fällt hauptsächlich im Winterhalbjahr.

## Bevölkerungsentwicklung
| Jahr      | 1970 | 1981 | 1991 | 2001 | 2011 | 2021 |
| Einwohner | 1049 | 873  | 831  | 699  | 515  | 408  |

Der deutliche Bevölkerungsrückgang seit den 1950er Jahren ist im Wesentlichen auf die Mechanisierung der Landwirtschaft, die Aufgabe bäuerlicher Kleinbetriebe und den damit einhergehenden Verlust von Arbeitsplätzen zurückzuführen.

## Sehenswürdigkeiten
- Johanniskirche (Iglesia de San Juan Evangelista)
- Christuskapelle (Ermita del Cristo de la Misericordia)
- Rathaus

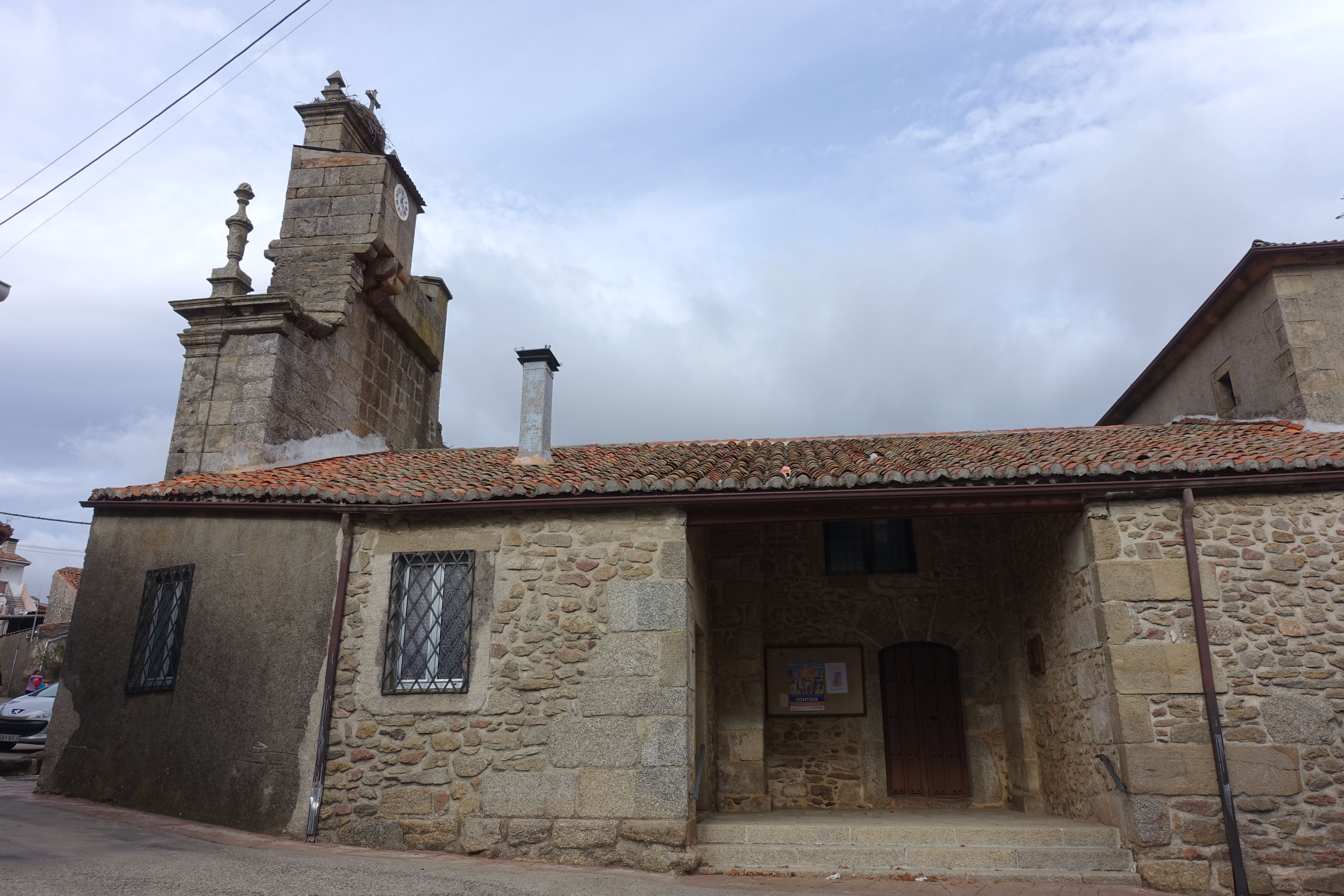
Johanniskirche
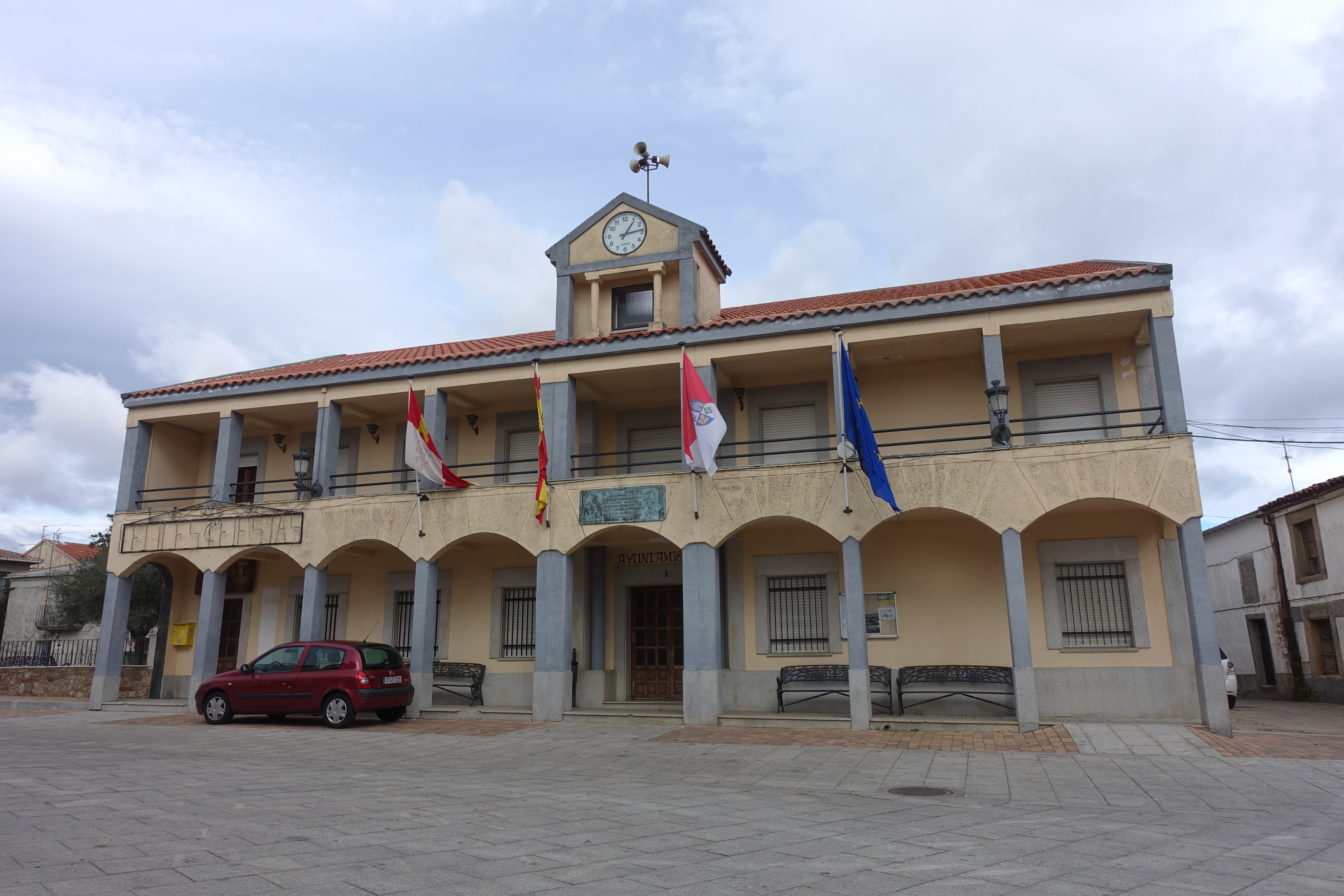
Rathaus